# Hansa (Bremen)

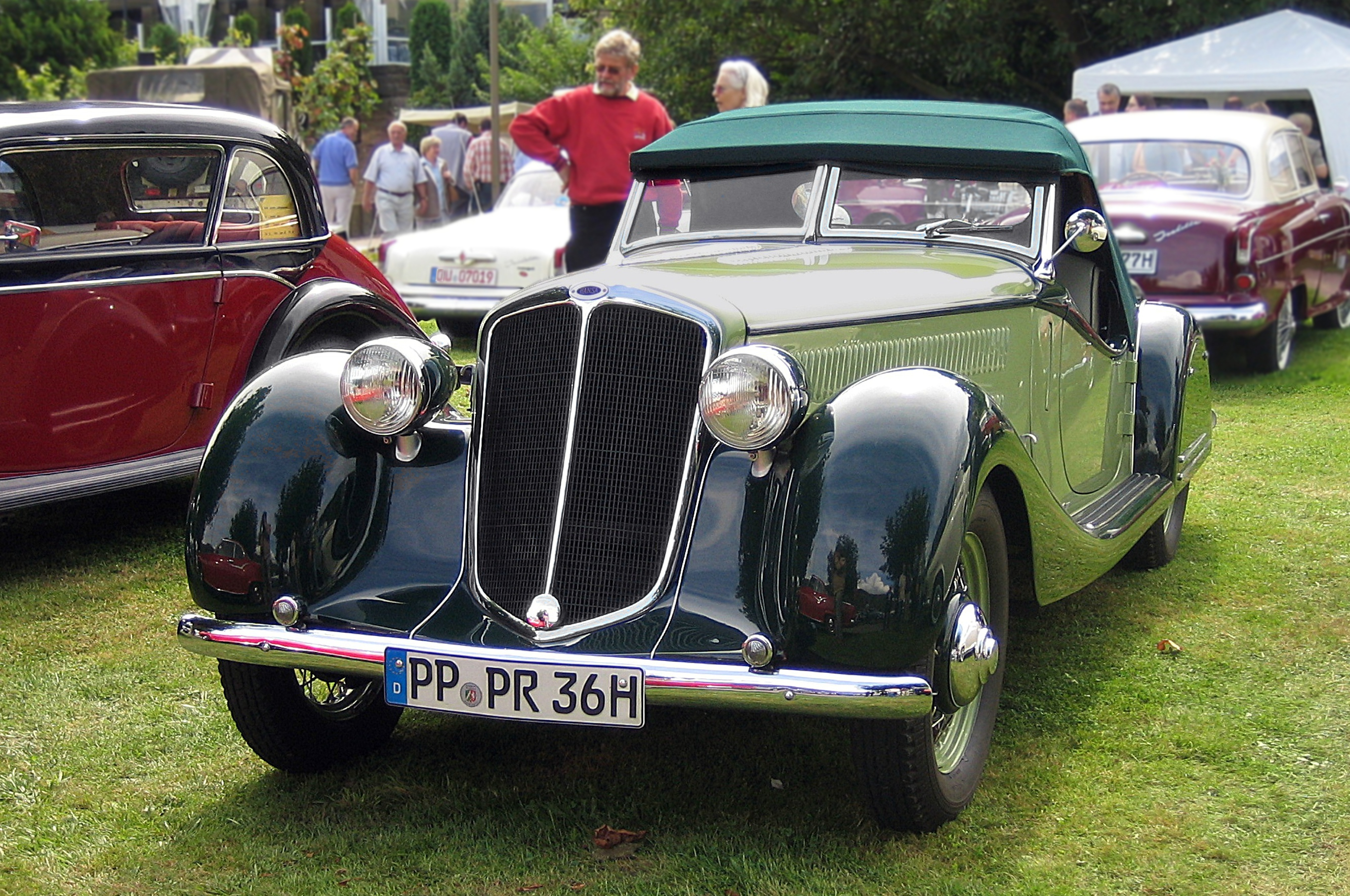
Hansa 1700 Sport uit 1936

Hansa was een Duits automerk, opgericht in 1905 in Varel en in 1914 gefuseerd met de NAMAG (Norddeutsche Automobil und Motoren AG) in Bremen, die de Lloyd auto's  produceerde. Sindsdien werd de firma Hansa-Lloyd genoemd.
In 1929 kwam de firma in financiële problemen en werd overgenomen door Borgward, die aanvankelijk de merknamen bleef voeren, maar ze langzamerhand verving door Borgward. 

## Het latere Hansa

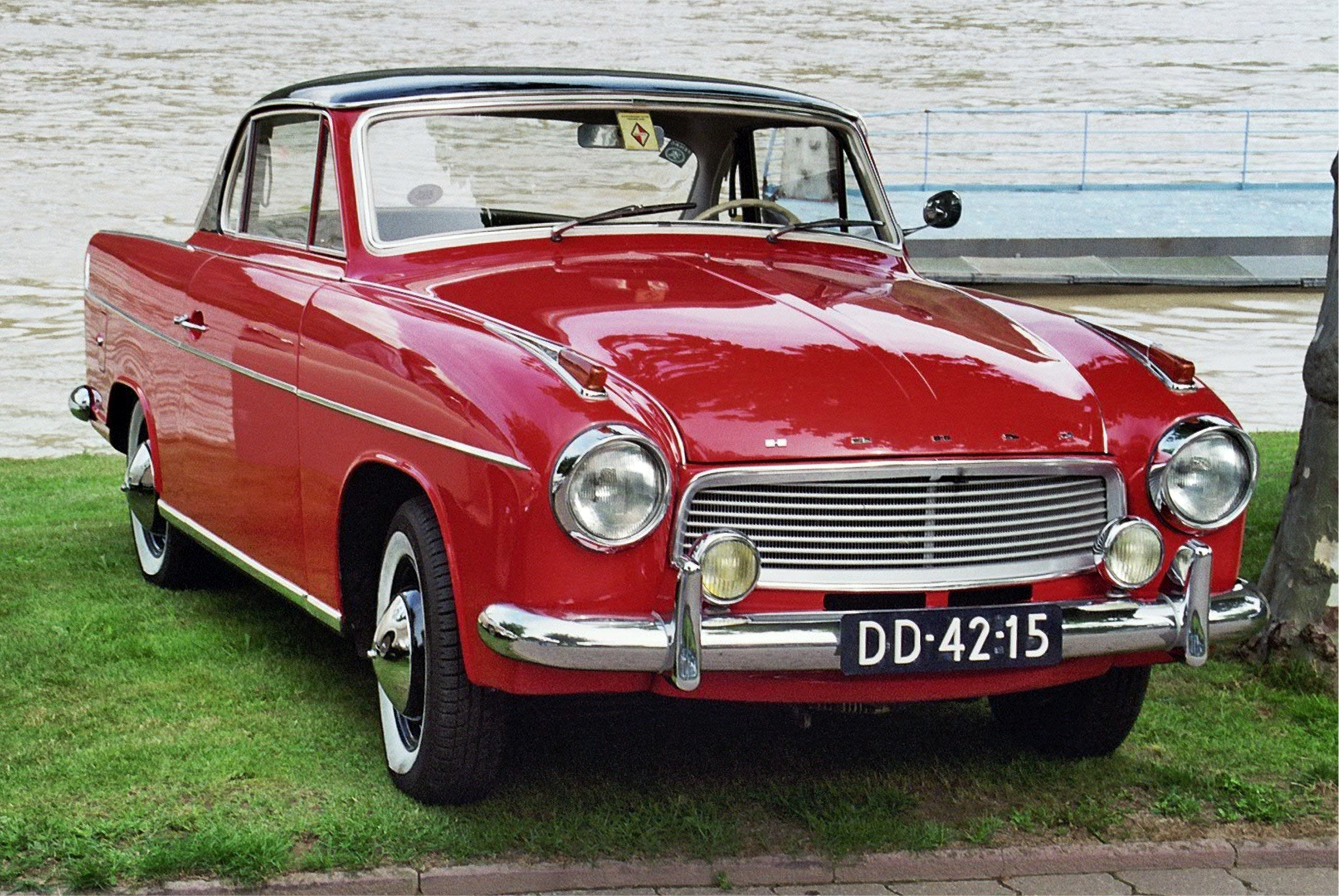
Hansa 1100 coupé uit 1959

In 1958 werd de merknaam Hansa gereactiveerd voor producten van Goliath. Door het faillissement van Borgward kwam daaraan in 1961 een einde.
Lloyd · Goliath · Hansa